# Escuela Militar de Realengo
La Escuela Militar de Realengo (en portugués: Escola Militar do Realengo) fue una institución formadora de oficiales del Ejército Brasileño que funcionó entre 1913 y 1944 cuando fue trasladado a la localidad de Resende y se convirtió en la Academia Militar de las Agujas Negras - AMAN - (en portugués: Academia Militar das Agulhas Negras). 
En esta academia se iniciaba la formación de la élite militar, parte importante de la consolidación del estado republicano. Sus alumnos, denominados "cadetes" desde 1931, se formaban como aspirantes a oficial, aptos para jefaturar pelotones y eran designados para los cuerpos de tropa. Pero, encima en la jerarquía militar, los oficiales continuarían su instrucción en la Escuela de Perfeccionamiento de Oficiales y otras instituciones. Cadetes de la Aviación tenían únicamente el inicio de su formación en Realengo y su conclusión en la Escuela de Aviación Militar de Campo dos Afonsos.
Su antecesora, la Escuela Militar de Praia Vermelha (EMPV) tenía un currículo de teoría civil y científico formando "bachilleres uniformados", comprometidos políticamente. Ni ellos ni los "tarimbeiros", oficiales más prácticos formados en la tropa, tenían una formación militar moderna. Las reformas del Ejército de inicios del siglo XX buscaron cambiar la enseñanza práctica hacia una de contenido teórico técnico profesional para formar oficiales disciplinados y leales a la jerarquía. En este sentido, el entrenamiento se trasladó a Realengo, un barrio suburbano de Río de Janeiro, más alejado de la agitación política de la capital federal y con espacio para el entrenamiento militar sobre el terreno. Los alumnos siguieron procediendo en su mayoría de la clase media urbana. Los cursos de artillería e ingeniería ya funcionaban en Realengo desde 1905, cuando se abolió la EMPV; los otros dos cursos, infantería y caballería, se centralizaron allí en 1913.
En el nuevo plan de estudios no había enseñanza teórica, sólo práctica o teórico-práctica. Sin embargo, hubo una falta de recursos en los primeros años de funcionamiento que empezó a cambiar en 1918, con la contratación de la "Misión Indígena", un cuerpo de instructores influidos por el reformismo militar de los Jóvenes Turcos.  Los estudiantes fueron ubicados en subunidades militares en un Cuerpo de Estudiantes, y las cuatro ramas vieron equiparado el tiempo de sus cursos a lo largo de tres años. En 1919-1920 el edificio se amplió a su tamaño actual, pero las instalaciones eran austeras. El trabajo físico era intenso y la disciplina estricta. Realengo se convirtió en la clave de la profesionalización del Ejército, proporcionando a los nuevos oficiales un nivel de formación técnica sin precedentes. Pero, en contra de lo que deseaban las autoridades militares, el ambiente se politizó y, al crear una fuerte identidad militar, la enseñanza reforzó el sentimiento de superioridad frente a los políticos civiles. Alumnos e instructores se rebelaron en 1922, en el primer episodio de tenentismo, y la clase de finales de 1919 se convirtió en el núcleo de las revueltas tenentistas.
Después de 1922, la Misión Indígena llegó a su fin y la Misión Militar Francesa tomó el relevo. La enseñanza práctica se equilibró con la teórica en el plan de estudios. El mando fue asumido en 1931-1934 por el coronel José Pessoa, que aspiraba a convertir a los cadetes en una aristocracia moral. Aumentó el número de candidatos civiles y la vida de los cadetes, que ya era un internado completo desde 1930, se reguló hasta el nivel de una institución total, al tiempo que se relajaba la disciplina, se hacían reformas físicas para hacer la escuela más confortable, aparecían símbolos y rituales (uniformes históricos, escudo, estoque y estandarte) que aún existen hoy, y se ideaba el traslado de la escuela a Resende. A partir de 1938, el Estado Novo aplicó una política discriminatoria en la selección de candidatos, buscando formar una élite institucional homogénea. A principios de la década de 1940, los cadetes de Realengo habían alcanzado un prestigio en la sociedad que la AMAN no conseguiría décadas más tarde. Los oficiales que se graduaron entre 1913 y 1944, la "generación Realengo", tenían un sentimiento de identidad con sus clases, y muchos llegaron a tener largas carreras de participación política y cargos públicos. Los generales responsables del golpe de Estado de 1964 se graduaron allí a finales de las décadas de 1910 y 1920, y los presidentes de la dictadura militar brasileña (1964-1985) fueron antiguos alumnos.